# (3525) Paul
(3525) Paul est un astéroïde de la ceinture principale.

## Description
(3525) Paul est un astéroïde de la ceinture principale. Il fut découvert le 15 février 1983 à la station Anderson Mesa par Norman G. Thomas. Il présente une orbite caractérisée par un demi-grand axe de 3,08 UA, une excentricité de 0,10 et une inclinaison de 2,5° par rapport à l'écliptique.

## Compléments